# Reação de Wittig
A reação de Wittig é uma reação química de um aldeído ou uma cetona com um ileto de fósforo para dar um alceno.
Foi descoberta em 1954 por Georg Wittig. Por este motivo lhe foi concedido o Prêmio Nobel de Química em 1979. Se usa amplamente em síntese orgânica na preparação de alcenos.

## Mecanismo de reação
O carbono carregado negativamente do ileto de fósforo (1) pode atuar como nucleófilo e atacar o carbonilo (2). Isto conduz à betaína (3), que é uma espécie de tipo zwitterion. Esta forma rapidamente o heterociclo sem separação de cargas dando lugar ao oxafosfetano (4). Até que ponto a reação em continuação evolua de forma concertada (a) ou via um intermediário (b) mediante a forma zwitteriônica (5) condicionará a estereoseletividade final. A estabilidade do óxido de trifenilfosfina (7) impulsiona a reação até os produtos obtendo-se o alceno (6).

## Preparação dos iletos de fósforo
Os iletos (espécies que, no seu estado fundamental, têm cargas opostas em atomos adjacentes e cujo carbono é o mais electronegativo) de fósforo se preparam a partir de haloalcanos e trifenilfosfina. Em uma primeira etapa se produz a substituição nucleofílica do haleto pela trifenilfosfina para dar lugar a um sal de fosfônio:
Ph3P + X−CH2R → [Ph3P+−CH2R]X−
A carga positiva sobre o átomo de fósforo provoca uma certa acidez nos hidrogênios do carbono contíguo. Na continuação se gera o ileto de fósforo, também chamado fosforano, usando uma base, tal como alcóxidos, hidreto de sódio, butil-lítio, fenil-lítio etc. Meios de reação habituais são éteres como o tetraidrofurano (THF), o éter dietílico ou o éter dimetílico (DME). Normalmente os iletos se geran in situ.
[Ph3PCH2R]X + B- → Ph3P=CHR + HB + X-
O grupo R determina a natureza, a força da base a empregar. Como veremos, R também influirá na estereoquímica do produto da reação de Wittig.

## Iletos estáveis e inestáveis. Estereoseletividade
Sendo o sal de fosfônio [Ph3PCH2R]X então:
- Se o resíduo R é igual a H, alquila ou alcóxi, que não estabilizam a carga negativa sobre o carbono no ileto, se necessitam bases fortes como amideto de sódio (NaNH2), butil-lítio (BuLi), diisopropilamideto de lítio (LDA) ou hidreto de sódio (NaH) para gerar o ileto. Neste caso se diz que o ileto é instável, portanto muito reativo. A estereoquímica do produto é Z.

- Se R é um fenil (Ph) ou um vinil (−CH=CH2), que estabilizam por ressonância levemente a carga negativa, se necessitam bases menos fortes como podem ser alcóxidos tais como etóxido (EtO-) ou terc-butóxido (tBuO-). Estes iletos são "semi-estáveis". Neste caso a reação pode ser pouco estereoseletiva. O resultado é uma mescla de isômeros Z e E.

- Se R é uma carbonila, ciano (−CN) ou um éster (−COOR), capaz de estabilizar por ressonância a carga negativa, se podem usar bases mais débeis como NaOH, KOH, K2CO3. São conhecidos como iletos estáveis, são menos reativos que os anteriores. A reação é estereoseletiva dando produto E.

Assim pois (ainda que com bastante simplificação, já que a princípio se formam mesclas dos dois isômeros):
- ileto estabilizado {\displaystyle \Rightarrow } Alqueno trans ou E.
- ileto não estabilizado {\displaystyle \Rightarrow } Alqueno cis ou Z.
No caso que foram dois os substituintes unidos ao carbono ([Ph3PCHRR']X) que estabilizaram a carga negativa se chegaria à situação de iletos inertes, que não dão reação.

### Causa da estereoseletividade
Quando o lieto ataca a carbonila se tem observado que a aproximação é sempre cis (1). Se R é um grupo que não estabiliza a carga negativa, como podem ser um H ou um alquilo, o oxafosfetano (1) de forma concertada (a) conduz ao produto, neste caso o alqueno cis ou Z. Em câmbio se R é um grupo atrator ou receptor de elétrons, capaz de estabilizar a carga negativa sobre o carbono, via b se forma um intermediário (2) que é uma forma zwitteriônica que tem um certo tempo de vida, o que lhe permite equilibrar até a forma mais estável, com menos impedimento estérico, dando lugar ao produto trans ou E.

## Valor sintético
A reação de Wittig se tem convertido em um método popular de síntese de alquenos precisamente a causa de sua grande aplicabilidade. A diferença das reações de eliminação, a reação de Wittig forma a ligação dupla em uma posição totalmente determinada sem ambiguidade.
A reação de Wittig se pode levar a cabo na presença de funções alqueno, alquino, éster ou éter no composto carbonílico.
Dado que a reação funciona melhor com aldeídos que com cetonas, devido a que estas últimas são menos eletrófilas, o problema se agrava com cetonas impedidas estéricamente, onde a reação pode dar rendimentos pobres, em particular sobre tudo com iletos estabilizados. Em tais casos a alternativa é a reação de Horner-Wadsworth-Emmons (usando fosfonatos).

## Modificação de Schlosser
Permite obter alquenos E com iletos não estabilizados, a diferença da reação de Wittig clássica que conduz nestos casos ao isômero Z.
A baixa temperatura usando fenil-lítio (PhLi), que é uma base muito forte, se desprotona a betaína eritro (1), com os dois substituintes eclipsados, no carbono com o próton mais ácido, que é o contiguo ao átomo de fósforo carregado positivamente, dando lugar a um β-oxidoileto eritro (2). Aumentando suavemente a temperatura este se equilibra à configuração treo (3) mai estável, onde os dois grupos já não estão eclipsados e portanto o impedimento estérico é menor. O tratamento final com terc-butanol (tBuOH), ou outro ácool, acompanhado de um aumento de temperatura conduz ao isômero E.

## Exemplos
Dada sua confiabilidade e versatilidade, a reação de Wittig se tem convertido em uma ferramenta habitual para os químicos orgânicos sintéticos.
O uso mais popular da reação de Wittig é a introdução de um grupo metileno (=CH2) empregando trifenilmetilenofosforano (Ph3P=CH2). No exemplo mostrado, inclusive uma cetona impedida estericamente como o alcanfor pode ser convertida com exito a seu derivado metilênico aquecendo-a junto com brometo de trifenilmetilfosfônio e terc-butóxido de potássio, que generam o ileto in situ. No outro exemplo, o fosforano (ou ileto) se produz usando amideto de sódio como base, convertendo-se eficientemente o aldeído mostrado no alqueno I com um rendimento de 62%. A reação é levada a cabo em tetrahidrofurano (THF) frio, e os grupos nitro, azo e fenóxido permanecem intactos. O produto pode ser incorporado como fotoestabilizador em um polímero, para protegê-lo da radiação UV.
Outro exemplo de seu uso é na síntese do éster metílico do leucotrieno A. O primeiro passo usa um ileto estabilizado, onde o grupo carbonilo está conjugado com o ileto prevenindo a autocondensação, ainda que inesperadamente isto conduz principalmente ao isômero cis. A segunda reação de Wittig utiliza um ilet não estabilizado, e tal como se esperava isto resulta principalmente no produto cis. destaca-se que as funções epóxido e éster permanecem intactas.
Em outro exemplo, o uso de um ileto funcionalizado como o trifenil-(metoximetileno)-fosforano (Ph3P=CHOMe) nos permite funcionalizar com um grupo formilo (-CHO) a posição carbonílica de um composto do tipo cetona (RR'C=O). Primeiro tem lugar a reação de Wittig formando-se o éter de enol (RR'C=CHOMe) correspondente. A continuação se leva a cabo a hidrólise com um ácido como catalisador, resultando o enol (RR'C=CHOH) que por tautomeria conduz ao aldeído (RR'CHCHO).
RR'C=O + Ph3P=CHOMe → RR'C=CHOMe + Ph3P=O
RR'C=COMe + H2O → RR'C=CHOH + MeOH
RR'C=CHOH → RR'CHCHO